# Jiří Skalák
Jiří Skalák (Pardubice, 12 de marzo de 1992) es un futbolista checo que juega de centrocampista en el S. K. Dynamo České Budějovice de la Liga de Fútbol de la República Checa. Es internacional con la selección de fútbol de la República Checa.

## Carrera deportiva
Formado en la cantera del Athletic Club Sparta Praga en 2010 debuta con el primer equipo. Sin embargo, entre 2010 y 2015 alternó el primer y segundo equipo con las cesiones a distintos clubes.
En la temporada 2011-12 fue cedido al MFK Ružomberok, en 2013 al 1. FC Slovácko y en la 2013-14 fue cedido al Zbrovojka Brno. En el Ružomberok y en el club de Brno tuvo una buena participación, marcando 3 goles en ambas cesiones. En el Slovácko, sin embargo, no tuvo tanta suerte.
Su cesión más exitosa llegaría en la temporada 2014-15, cuando fue cedido al FK Mladá Boleslav, equipo con el que marcó 6 goles en 24 partidos. Su gran rendimiento hizo que el Mladá Boleslav lo fichase de forma definitiva y logró ser convocado por la selección de fútbol de la República Checa en agosto de 2015.
Tras hacer 6 goles en 16 partidos en la temporada 2015-16, fichó por el Brighton & Hove Albion Football Club en 2016, con el que logró el ascenso a la Premier League. Tras no jugar ni un minuto liguero en la temporada posterior al ascenso, el 2 de agosto de 2018 se hizo oficial su fichaje por el Millwall Football Club.

## Clubes
| Club                          | País            | Año       |
| ----------------------------- | --------------- | --------- |
| A. C. Sparta Praga            | República Checa | 2010-2015 |
| M. F. K. Ružomberok (cedido)  | Eslovaquia      | 2011-2012 |
| 1. F. C. Slovácko (cedido)    | República Checa | 2013      |
| F. C. Zbrojovka Brno (cedido) | República Checa | 2013-2014 |
| F. K. Mladá Boleslav (cedido) | República Checa | 2014-2015 |
| F. K. Mladá Boleslav          | República Checa | 2015-2016 |
| Brighton & Hove Albion F. C.  | Inglaterra      | 2016-2018 |
| Millwall F. C.                | Inglaterra      | 2018-2021 |
| F. K. Mladá Boleslav          | República Checa | 2021-2023 |
| S. K. Dynamo České Budějovice | República Checa | 2023-     |